# Präsidentenpalast von Khartum

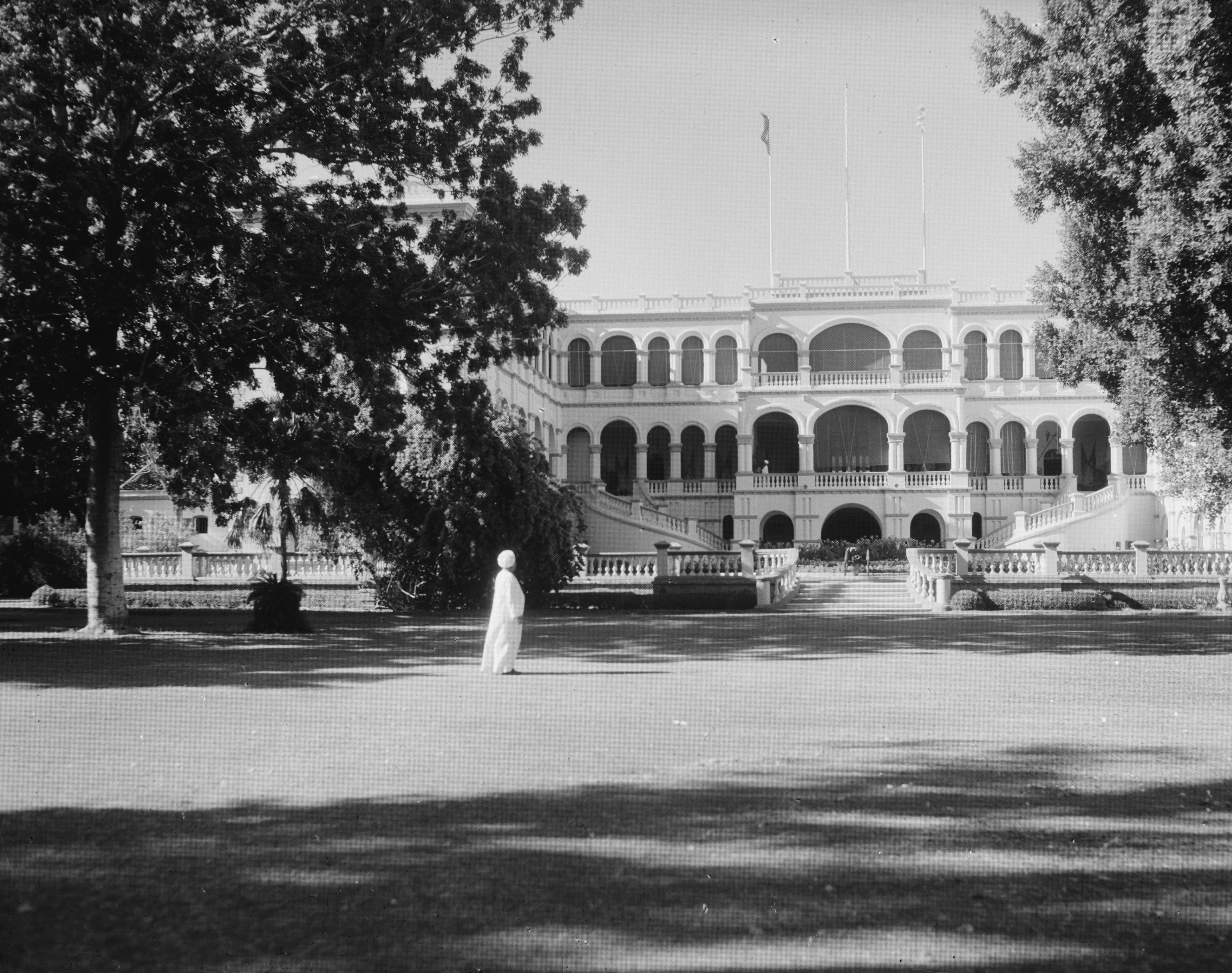
Der Präsidentenpalast von Khartum auf einem Foto von 1936 mit Blick nach Norden vom Palastgarten aus

Der Präsidentenpalast von Khartum ist der Regierungssitz des Präsidenten des Sudan in der Hauptstadt Khartum.
Der Palast liegt am Ufer des Blauen Nils, rund 1600 Meter westlich der Universität Khartum und rund 1900 Meter östlich des Nationalmuseums. Zum Palast gehören ein rund 7 Hektar großer Garten und weitere kleinere Gebäude, die den Garten nach außen begrenzen.

## Geschichte
An der Stelle des heutigen Palastes befand sich bis 1885 der Palast des Generalgouverneurs (hikimdar) des ägyptischen Sudan. Nach Eroberung der Stadt durch die Mahdisten im Zuge der
Belagerung von Khartum wurde der Palast zerstört, um Baumaterial für Omdurman, die neue Hauptstadt der Mahdisten, zu gewinnen. Nach der Eroberung des Sudan durch anglo-ägyptische Truppen unter Horatio Herbert Kitchener fand auf den Ruinen des Gouverneurspalastes am 4. September 1898 eine zeremonielle Siegesfeier statt, mit der der Anfang des Anglo-Ägyptischen Sudans verbunden wird. Der Neuaufbau des Palastes gehörte zu den ersten Bautätigkeiten der Briten ab dem 29. November 1898 in Khartum. Der erste Leiter der Wiederaufbauarbeiten, George Frederick Gorringe, gestaltete den neuen Palast im spätviktorianischen Baustil mit orientalischen Arkadenbögen. Der Bau wurde dann von M. R. Kennedy vollendet.
Der seit Beginn des Krieges im Sudan im April 2023 durch  die paramilitärische Gruppe Rapid Support Forces besetzte Präsidentenpalast wurde im März 2025 durch Sudanesische Streitkräfte zurückerobert.